# Jiří Zmožek
Jiří Zmožek (* 21. února 1943 Otrokovice) je český skladatel populární hudby, hudebník, zpěvák a textař. Jeho syn Marcel je textař, zpěvák a skladatel.

## Životopis
Narodil se v Otrokovicích a vyrůstal v neúplné rodině, později žil v Havířově, kde vystřídal několik zaměstnání, pracoval na dole Klement Gottwald (nyní František), poté jako prodavač knih a gramodesek, vedl zásilkový gramoklub Pop-centrum (1970–1983) a byl také kulturním referentem na hornickém učilišti. V oboru hra na piano a lesní roh absolvoval v roce 1977 studium na Janáčkově konzervatoři v Ostravě a krátce poté navázal spolupráci jako autor hudby s ostravským studiem Československého rozhlasu. Již v roce 1979 získal Cenu rozhlasu a televize na mezinárodním festivalu v Sopotech za skladbu Breviář lásky (Hana Zagorová). Na přelomu 70. a 80. komponoval převážně pro zpěváky z Ostravy (Marie Rottrová, Věra Špinarová, Vítězslav Vávra, skupina Citron). Jeho skladby dosáhly dalších úspěchů na festivalech (Děčínská kotva), za píseň Meteor lásky (Věra Špinarová) obdržel stříbrnou Bratislavskou lyru (1982).
V roce 1983 trvale přesídlil do Prahy a v polovině osmdesátých let se zařadil mezi nejúspěšnější autory populární hudby. Řadu jeho písní nazpívala Hana Zagorová (Biograf láska 1982, Nešlap, nelámej 1984, Mys dobrých nadějí 1985, Živá voda 1988), znovu skládal také pro Marii Rottrovou (Zřejmě letos nikde nejsou kytky 1984, Ten vůz už jel, 1981), spolupracoval také s Helenou Vondráčkovou (Nahrávám, 1984) nebo Jitkou Zelenkovou (Rád, 1984). Hitových rozměrů dosáhla skladba Tam u nebeských bran (1982) původně určená pro Karla Gotta, nakonec ji ale zpíval Michal Tučný. Příležitostně skládal i pro řadu dalších zpěváků (Václav Neckář, Petr Rezek, Heidi Janků, Eva Pilarová, Marcela Holanová, Judita Čeřovská, Eva Hurychová). Pro Karla Gotta napsal známé písně To musím zvládnout sám (1984) a E 14 (1984), Gottův duet s Darinkou Rolincovou Zvonky štěstí (1985) byl úspěšný i v německy mluvících zemích (s názvem Fang das Licht). Jako interpret se Jiří Zmožek prosadil s vlastní skladbou Už mi lásko není dvacet let (1987).
V osmdesátých letech vyšlo u Supraphonu několik samplerů se Zmožkovými písněmi (Mys dobrých nadějí, 1985; Kousek cesty s tebou, 1987; Malovaný večírek, 1988). Specificky laděné bylo album písní pro herce Šel jsem světem (1988) pojmenované podle titulní písně v interpretaci Rudolfa Hrušínského. Zkomponoval také hudbu k televizním pohádkám Co takhle svatba, princi? (1985) a Ať přiletí čáp, královno (1987), kde jeho písně zpívali například Iveta Bartošová a Karel Černoch.
Po roce 1989 zcela opustil oblast populární hudby, jako podnikatel založil vlastní hudební vydavatelství Carmen, které počátkem devadesátých let vyprodukovalo několik komerčně úspěšných alb zaměřených na lidovou hudbu (Na české svatbě, Na moravské svatbě, Na pijácké rychtě). Po podnikatelském i rodinném krachu v roce 1994 se upnul k víře v Boha. Od té doby se věnuje skládání křesťanských písní a duchovní službě v různých křesťanských církvích. V posledních letech pořádá duchovně zaměřené koncerty hlavně v Římskokatolické církvi. Velmi je také známý v Církvi bratrské. Příklon ke křesťnanství dokládá také muzikál Velký příběh lásky, která přemohla svět, který kromě českých divadel uvedlo také Slovenské národní divadlo v Bratislavě (2012).
Z prvního manželství s Vlastou, rozenou Věrnou (1964) má dvě děti (syna Marcela a dceru Markétu)), jeho druhá manželka má tři děti, spolu mají jedno dítě.

### Nejhezčí dárek
V roce 1985 nazpívalo 50 zpěváků (včetně Jiřího Zmožka) píseň Nejhezčí dárek (některé zdroje uvádějí také nesprávný údaj 45). Vznik písně byl inspirován charitativním projektem We Are the World vyprodukovaným na jaře téhož roku Michaelem Jacksonem a Lionelem Richiem za účasti 47 amerických zpěváků. Ten měl ohlas v řadě zemí světa a Jiří Zmožek plánoval napsat podobnou píseň původně jen pro dvacet zpěváků. Zájem ale projevili i další umělci, takže nakonec se na písni v sólových partech a sborech objevilo přes padesát zpěváků. Nahrávání písně trvalo čtyři dny a bylo dokončeno 27. září 1985. S natočeným klipem měl Nejhezčí dárek premiéru v Československé televizi 6. prosince 1985. Všichni zúčastnění zpěváci se vzdali svých honorářů a výtěžek z prodeje singlu byl věnován na nákup školních pomůcek pro děti v Nikaragui. Zajímavostí je, že v tomto největším společném projektu českých a slovenských zpěváků chybí Karel Gott, který v době vzniku nahrávky pobýval na tříměsíčním turné po Německu a Švýcarsku.
Sólo zpěv na albu: Hana Zagorová, Helena Vondráčková, Jiří Zmožek, Iveta Bartošová, Zdeněk Rytíř, Eva Hurychová, Michal David, Stanislav Hložek, Karel Vágner, Petr Kotvald, Petra Janů, Dalibor Janda, Lenka Filipová, Michal Tučný, Karel Zich, Pavel Horňák, Václav Neckář, Jan Neckář, Jiří Korn, Darinka Rolincová, Lešek Semelka.

Sbor (všichni zpěváci, i ti, kteří zpívali sólo): Marcel Zmožek, Markéta Muchová, Milan Dyk, Věra Martinová, Jiří Strnad, Yvetta Blanarovičová, Luděk Walter, Alena Baumanová, Marcela Holanová, Michaela Linková, Petr Čejka, Pavel Roth, Martin Javůrek, Viktor Sodoma, Miroslav Dudáček, Arnošt Pátek, Lucie Bílá, Stanislav Procházka, Petr Hejduk, Jindřich Malík, Vašek Vašák, Pavel Vítek, Bobina Ulrichová, Lenka Krimlová, Vladimíra Jakšová, Gojána Ledecká, Blanka Šrůmová, Dana Langerová, Petr Hannig. Píseň vyšla na SP albu Nejhezčí dárek/Nejhezčí dárek. Později, v roce 1986, vyšla píseň i na LP albu Nejhezčí dárek - Jiří Zmožek (2). Hudbu složil Jiří Zmožek a text k písni napsal Zdeněk Rytíř.

## Tvorba

### Filmografie

#### Hudba k filmu
- 1985 Co takhle svatba, princi?
- 1987 Ať přiletí čáp,královno!

### Muzikál
- Velký příběh, lásky která přemohla svět, hudba: Jiří Zmožek, Marcel Zmožek: Veľký príbeh, libreto: Marcel Zmožek [12][13]